# Боронієві солі
Боро́нієві со́лі (рос. борониевые соли, англ. boronium salts) — солі чотирикоординаційного бору, де бор входить в аніонну частину солі: R(X)BY2–M+, R = H, органічний залишок, Hal, OR, SR, NR2, ін.; X, Y = Hal, SR, амін, ін.
Сполуки гідролізуються, оксидуються, зазнають алкоголізу, здатні обмінювати замісники.